# Музей Магдебурзького права
Музей Магдебурзького права — музей історії київського самоврядування.
Музей знаходиться у будівлі колишнього поштового двору і є підрозділом державного історико-архітектурного заповідника «Стародавній Київ». Відкрито 1999 року на честь 500-річчя надання Києву Великим князівством Литовським права на самоврядування, містив експозицію «До історії самоврядування в місті Києві».
У 2012 році тимчасово закрито через реконструкцію Поштової площі.

## Експозиція музею
У експозиції музею представлені різноманітні рідкісні фотографії Києва, архівні документи, ікони, картини, листівки старого міста. У музеї також можна побачити археологічні знахідки, зокрема, монети та Київський фаянс.